# Stewartia malacodendron
Espèce
Statut de conservation UICN

 LC  : Préoccupation mineure
Stewartia malacodendron est une espèce de la famille des Theaceae. Dénommé silky camellia, silky stewartia ou Virginia stewartia pousse lentement pour devenir un grand arbuste ou un petit arbre à feuilles caduques. Il est originaire du sud-est des États-Unis.
L'épithète spécifique malacodendron signifie littéralement "arbre mou". Son nom commun "camélia soyeux" fait référence à l'apparence et à la texture des fleurs, qui ressemblent à celles des camélias apparentés.

## Description
Sa hauteur est généralement de généralement 3-4,5 m mais parfois il peut atteindre 9 m.

### Rameaux et feuilles
Stewartia malacodendron est une espèce de sous-bois à l'écorce riche et brune. Les jeunes tiges sont poilues. Les branches ont tendance à pousser horizontalement à partir de la tige principale et le feuillage est produit sur des tiges plus courtes qui se ramifient à partir de ces branches orientées horizontalement. Les feuilles simples, vert foncé, disposées en alternance, sont longues de 50 à 100 mm avec des marges finement dentées et couvertes de poils fins sur les faces inférieures, en particulier sur les nervures. Les feuilles sont de forme ovale à elliptique avec des extrémités pointues.

### Bourgeons et fleurs
Les bourgeons sont recouverts de deux bractées florales aux poils argentés. Les fleurs sont larges de 60 à 90 mm Les étamines ont des filaments violets et des anthères bleues qui remplissent le milieu des corolles plates en forme de coupe. Les fleurs naissent individuellement à l'aisselle des feuilles sur des pédoncules courts avec deux bractées florales (2-4 mm de long) qui restent après la floraison. Les fleurs ont cinq sépales verts, de 8-11 mm de long et 5-9 mm de large. Stewartia malacodendron fleurit en juillet et août dans la partie nord de son aire de répartition et en avril dans la partie sud de son aire de répartition.

### Semences
Des capsules  arrondies et ligneuses sont produites après la floraison, chaque capsule ayant 4-5 chambres, et si elle est fécondée, chaque chambre a 2-4 graines>. Les graines brillantes et dépourvues d'ailes sont pleines, de forme ovoïde et de couleur pourpre à brun rougeâtre ; chaque graine mesure 5-7 mm de long et 4-6 mmde large.

## Répartition et habitat
Stewartia malacodendron est originaire du Texas, où il est rare, se trouvant dans une petite zone le long de Little Cow Creek près de Burkeville, poussant sur les côtés des cours d'eau, des ravins et des falaises boisées dans des sols bien drainés. On le trouve également dans des endroits dispersés dans les États de l'Arkansas, de la Géorgie, de la Floride (région du panhandle), de la Louisiane et du sud de l'Alabama, et jusqu'en Virginie au nord. Cette espèce d'arbre est classée comme en danger dans les États américains de l'Arkansas et de la Floride.

## Culture
Les plantes ont un taux de croissance lent, sont difficiles à transplanter et constituent un défi pour la propagation. Elles poussent mieux à l'ombre partielle dans des sols bien drainés.
Stewartia malacodendron est cultivé aux Etats-Unis depuis 1752. Il est également cultivé dans les parcs et jardins d'autres régions du monde au climat tempéré, et au Royaume-Uni, il a reçu le Award of Garden Merit de la Royal Horticultural Society,.

## Systématique
Le nom correct complet (avec auteur) de ce taxon est Stewartia malacodendron L..
Stewartia malacodendron a pour synonymes :
- Cavanilla florida Salisb.
- Malachodendron monogynum Dum.Cours.
- Stewartia marilandica Andrews
- Stewartia nobilis Salisb.
- Stewartia virginica Cav.